# Mount Bruno Country Club
De Mount Bruno Country Club is een countryclub in Canada.

## Geschiedenis
De club werd opgericht in 1918 en bevindt zich in Saint-Bruno, Quebec. De club beschikt over een 18-holes-golfbaan, geopend in 1919, en werd ontworpen door golfbaanarchitect Willie Park jr. In 1924 renoveerde Stanley Thompson de golfbaan.

### Golftoernooien
Het eerste golftoernooi dat de club ontving was het Canadees Open, in 1922. Twee jaar later ontving de club voor de tweede keer het Canadees Open.
- Canadees Open: 1922 & 1924